# Olaus Columbus
Olaus Jacobi Columbus, död troligen 1604 i Skara, var en svensk kyrkoman och riksdagsman.

## Biografi
Olaus Columbus var son till biskop Jacobus Johannis Westrogotus och Anna Arvidsdotter, och bror till Petrus Columbus. Bröderna upptog det latinska namnet för duva, Columbus, efter modern som tillhörde en släkt med det namnet. 1584 tillträdde han tjänsten som kyrkoherde i Larvs socken, och blev kontraktsprost (decanus capitali Scarensis) i Skara. 1598 blev han domprost i Skara.
Columbus var en av undertecknarna till beslutet från Uppsala möte, som han på sin faders begäran bevistade för att göra avbön för att denne undertecknat Johan III:s liturgi. Han deltog i riksdagen 1594.